# Agios Georgios, Limassol
Agios Georgios Sylikou  este un sat în Cipru, situat la aproximativ 20 km distanță de Limassol.